# 1998-as cannes-i filmfesztivál
Az 51. Cannes-i Nemzetközi Filmfesztivál 1998. május 13. és 24. között került megrendezésre, Martin Scorsese amerikai filmrendező elnökletével. A hivatalos versenyprogramban 22 nagyjátékfilm és 15 rövidfilm szerepelt; az Un certain regard szekcióban 27, a Cinéfondation keretében 15, míg versenyen kívül 8 alkotást vetítettek. A párhuzamos rendezvények Kritikusok Hete szekciójában 7 nagyjátékfilmet és 7 rövidfilmet mutattak be, a Rendezők Kéthete elnevezésű szekció keretében pedig 21 nagyjátékfilm és 6 kisfilm vetítésére került sor.

## Az 1998. évi fesztivál
Az 1998-as év újításokat hozott a hivatalos versenyprogram szervezetében:
- Gilles Jacob fesztiváligazgató létrehozta a Cinéfondationt, a világ filmes iskoláinak végzős hallgatói által készített rövid- és középhosszú filmek versenyeztetésére, új tehetségek felfedezése és felkarolása érdekében. Az új válogatással mintegy 1000 film közül válogathattak a fesztivál rendezői.[1]
- A versenyprogram zsűrije mellett két újabb bírálótestület is alakult. Az egyik az Un certain regard szekció válogatását tekintette át és díjazta, a másik kizárólag kisfilmekkel foglalkozott (Cinéfondation és rövid versenyfilmek), s ítélte oda a két szekció díjait. A díjak köre is bővült: elismerésben részesítették az Un Certain Regard legjobbnak ítélt alkotását, s díjazták a Cinéfondation első három helyezettjét.

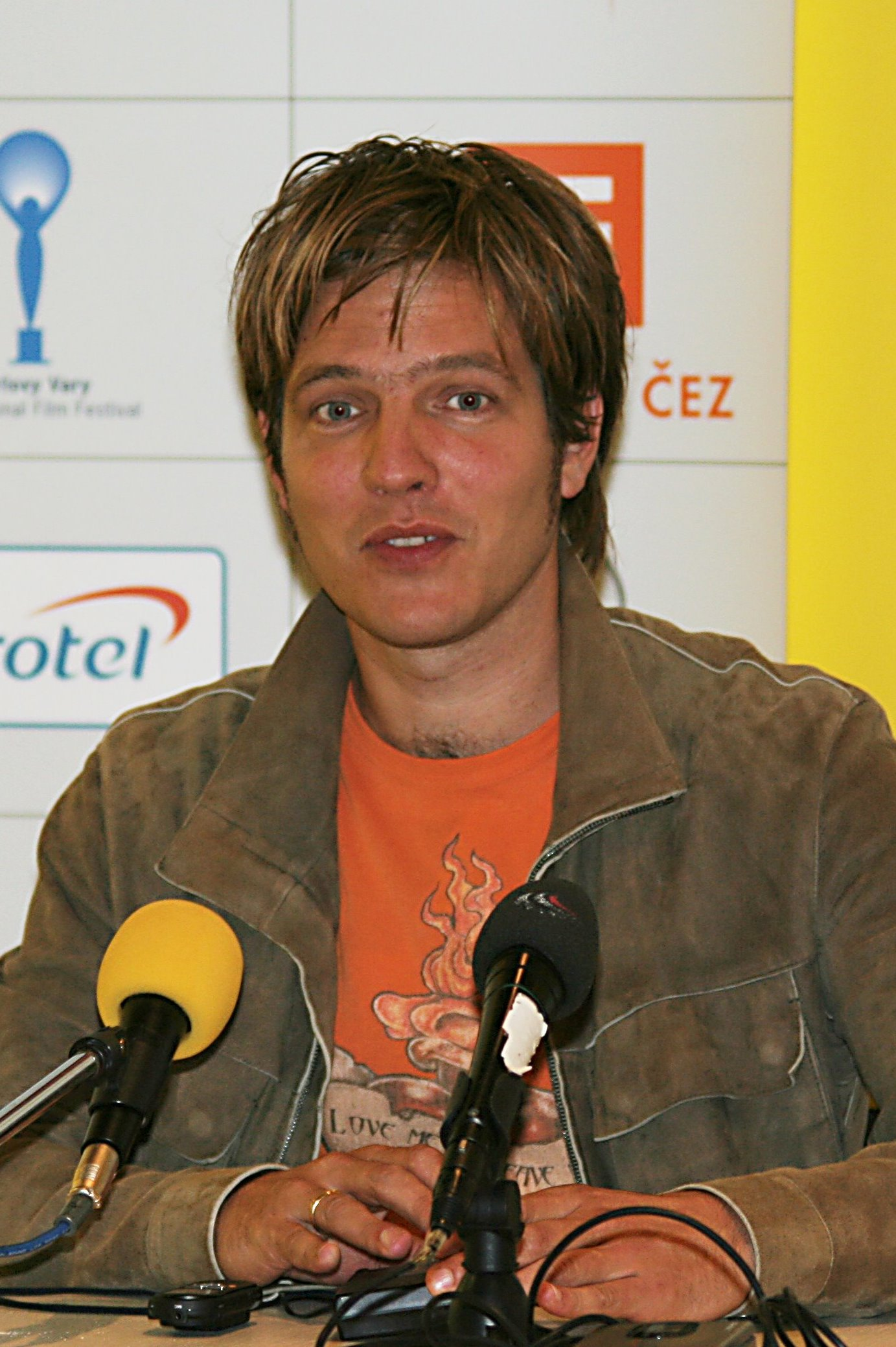
Thomas Vinterberg (2005)

1998-ban a versenyprogram zsűrije beírta magát a fesztivál történetébe, mivel soha ekkora arányban nem képviseltették magukat a nők; ötfős létszámuk elérte az 50%-ot. A fesztivál krónikájához tartozik, hogy a Nemzetközi Filmtechnikai és Innovációs Vásár ez évben rendezett első alkalommal tizenkét napos tanácskozást és szakkiállítást a fesztivál idején Cannes-ban, a technológiai újdonságokkal kapcsolatban.
A rendezvényt Mike Nichols francia-angol-német-amerikai-japán koprodukcióban készített vígjátéka, A nemzet színe-java nyitotta és Roland Emmerich fantasztikus akciófilmje, a Godzilla zárta.
A fesztivál válogatásait illetően maradt a kettős tendencia: ígéretes fiatalok érkeztek, de ott voltak az idősebb mesterek is. Az első kategóriába tartozott például az ismeretlen francia rendező, Erick Zonca, (Az élet, amiről az angyalok álmodnak), illetve az egyik legnagyobb feltűnést keltő fiatal (harmincéves) dán rendező, a Dogma 95 „kiáltvány” egyik aláírója, Thomas Vinterberg (Születésnap). A másodikba sorolható a „régivágású” Ken Loach (A nevem Joe), vagy az első alkalommal az 1973-as fesztiválon bemutatkozó Theo Angelopoulosz (Az örökkévalóság meg egy nap).
Az Arany Pálmát ez utóbbi alkotó vihette haza. A versenyprogramban utolsóként vetített szerzői film elnyerte a zsűri egyöntetű tetszését, s mind a kritikusok, mind pedig a közönség véleménye az volt, hogy méltó módon koronázta meg a filmünnepet. A fiatal Vinterberg filmje megosztva kapta a zsűri díját a francia Claude Miller Téli iskolakirándulás című alkotásával. Nagydíjat kapott Roberto Benigni közönségsikert aratott, de fanyalgó kritikát kiváltó keserédes vígjátéka, Az élet szép. Sokak számára emlékezetes marad a díjátadó, amelyen az olasz színész-rendező-forgatókönyvíró Benigni kitörő örömmel öleli és forgatja meg a fesztivál „háziasszonyát”, Isabelle Huppert-t, s borul le a zsűrielnök Scorsese  lábai elé. A legjobb rendezés díját A bűncézár rendezője, John Boorman vehette át, a legjobb forgatókönyvét Hal Hartley, a Henry Foolért. A legjobb női alakítás díját megosztva kapta két fiatal: Elodie Bouchez és Natacha Regnier (Az élet, amiről az angyalok álmodnak); a legjobb színész pedig Peter Mullan lett (Nevem, Joe). Carlos Saura spanyol-argentin koprodukcióban készített Tangó című táncfilmjének operatőri munkájáért Vittorio Storaro vehette át a technikai nagydíjat.

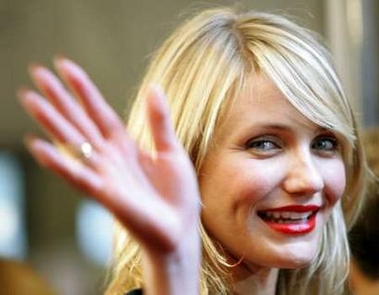
Cameron Diaz (2005)

A fesztivál egyik nagy vesztese, a másik dán dogmás rendező, Lars von Trier, akinek új filmje, az Idióták, a várakozásokkal szemben nem aratott sikert. A legnagyobb bukást azonban Alekszej Jurjevics German élte meg az orosz-francia koprodukciós, Hrusztaljov, a kocsimat! című filmjével, amely a "fehér köpenyes gyilkosok peréről" szól: 1953-ban a paranoid Sztálin zsidó származású orvosokat állíttatott koholt vádakkal bíróság elé.
A Cannes-ba látogató színészek között található Johnny Depp, Benicio del Toro, Mark Harmon és Cameron Diaz (Félelem és reszketés Las Vegasban), Brendan Gleeson, Adrian Dunbar és Jon Voight (A bűncézár), Peter Mullan (Nevem, Joe), Ewan McGregor, Jonathan Rhys Meyers (Bálványrock – Velvet Goldmine), Christian Bale (Én kis állataim, valamint Bálványrock – Velvet Goldmine), Élodie Bouchez, Natacha Régnier és Grégoire Colin (Az élet, amiről az angyalok álmodnak), Isabelle Huppert és Marthe Keller (A szenvedély iskolája), Saul Williams (Slam – A szó fegyver), Philip Seymour Hoffman (A boldogságtól ordítani), William Hurt, Kiefer Sutherland, Jennifer Connelly (Sötét város), Matthew Broderick és Jean Reno (Godzilla), John Travolta, Emma Thompson és Kathy Bates (A nemzet színe-java), John Hurt (Bálványrock – Velvet Goldmine), Robert Duvall és Farrah Fawcett (Az apostol).

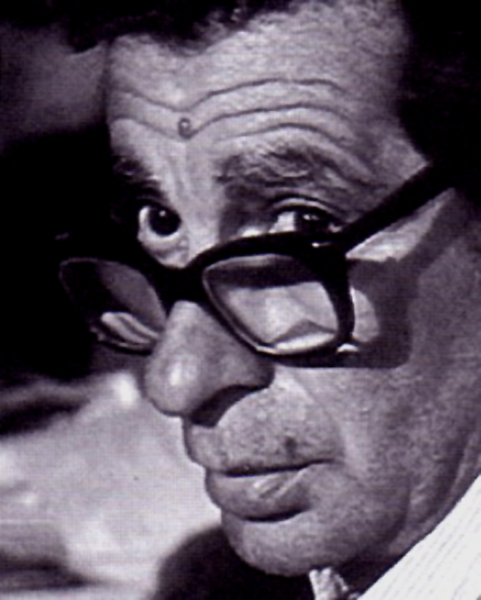
Youssef Chahine

A Rendezők Kéthete vetítéssorozatából kiemelkedett Marc Levin Slam – A szó fegyver című alkotása, amelyért a rendező megkapta a legsikeresebb elsőfilmesnek járó Arany Kamerát, továbbá az amerikai Todd Solondz A boldogságtól ordítani, a kanadai Don McKellar Utolsó éjszaka, és  az orosz Alekszej Balabanov, a pornográfia születését bemutató, Szörnyekről és emberekről című alkotása. Anatole Dauman, a két évvel korában elhunyt filmproducer emlékének adózva a rendezvényen ismét levetítették Osima Nagisza Az érzékek birodalma című filmdrámáját. A fesztivál végén Pierre-Henri Deleau bejelentette, hogy lemond a szekció főmegbízotti tisztségéről.
A magyar filmművészetet a hivatalos válogatásban két alkotás képviselte: az Un certain regard szekció vetítéssorozatának első napján tűzték műsorra Fehér Györgynek A postás mindig kétszer csenget című regény sajátos adaptációjával készített Szenvedély című játékfilmjét; a rövidfilmek versenyébe pedig Gyulai Líviusz tollrajzzal és zsírceruza-festéssel készített 4 perces animációs filmjét, a Jónást hívták meg. A fesztiválra hivatalosan a két rendező utazott ki.
A fesztivál Filmlecke elnevezésű rendezvénysorozatának ez évi előadója az egyiptomi Youssef Chahine filmrendező volt.

## Zsűri

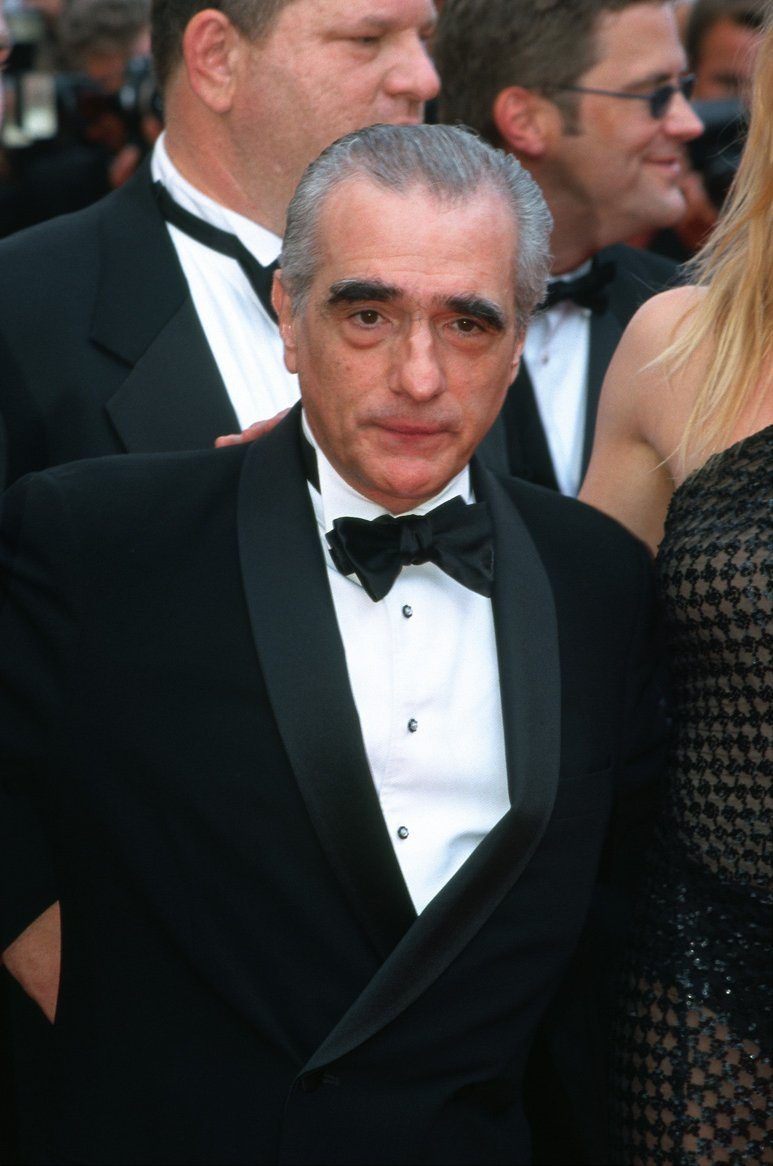
Scorsese, a zsűri elnöke

### Versenyprogram
- Martin Scorsese, filmrendező –  Amerikai Egyesült Államok – a zsűri elnöke
- Alain Corneau, filmrendező –  Franciaország
- Chiara Mastroianni, színésznő –  Franciaország
- Csen Kaj-ko (陳凱歌, Chen Kaige), filmrendező –  Kína
- Lena Olin, színésznő –  Svédország
- Mc Solaar, művész –  Franciaország
- Michael Winterbottom, filmrendező –  Egyesült Királyság
- Sigourney Weaver, színésznő –  Ausztrália
- Winona Ryder, színésznő –  Amerikai Egyesült Államok
- Zoé Valdés, írónő –  Kuba

### Cinéfondation és rövidfilmek
- Jean-Pierre Jeunet, filmrendező –  Franciaország – a zsűri elnöke
- Emmanuelle Béart, színésznő –  Franciaország
- Arnaud Desplechin, filmrendező –  Franciaország
- Ángela Molina, színésznő –  Spanyolország
- Jaco van Dormael, filmrendező –  Belgium

### Un Certain Regard
- Thierry Gandillot, filmkritikus –  Franciaország
- Luc Honorez, filmkritikus –  Franciaország
- Jacques Mandelbaum, filmkritikus –  Franciaország
- Pierre Murat, filmkritikus –  Franciaország

### Arany Kamera

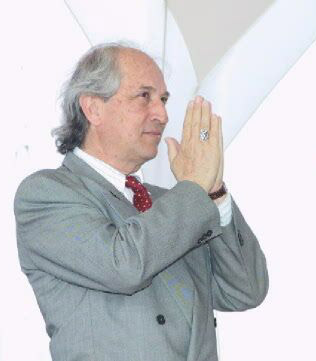
Vittorio Storaro (2001)

- Tran Anh Hung, filmrendező –  Franciaország – a zsűri elnöke
- Derek Malcom, filmkritikus –  Egyesült Királyság
- Bernard Maltaverne, filmproducer –  Franciaország
- Marcel Martin, filmkritikus –  Franciaország
- Emmanuela Martini, filmkritikus –  Olaszország
- Jacques Poitrenaud, filmkedvelő –  Franciaország
- Pierre Salvadori, filmrendező –  Franciaország
- Charlie van Damme, operatőr –  Belgium

## Hivatalos válogatás

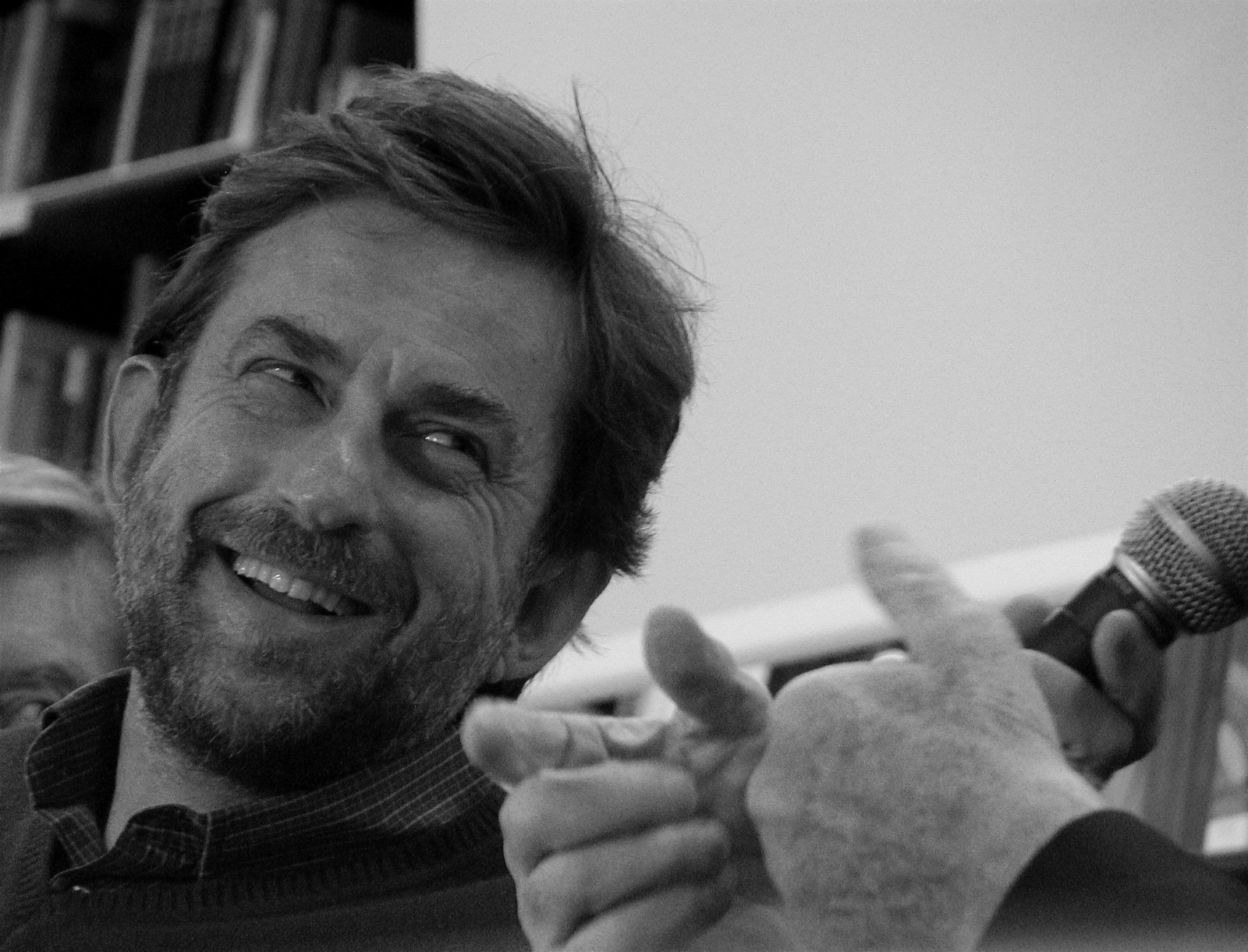
Nanni Moretti (2007)

### Nagyjátékfilmek versenye

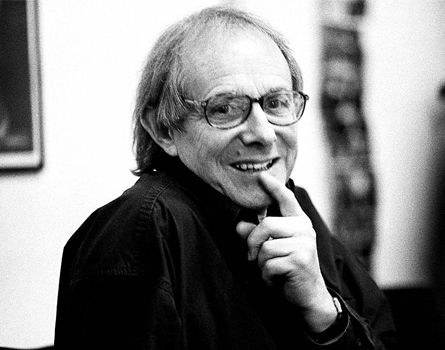
Ken Loach

- Aprile (Április)[6] – rendező: Nanni Moretti
- Ceux qui m'aiment prendront le train (Aki szeret engem, vonatra száll) – rendező: Patrice Chéreau
- Claire Dolan (Claire Dolan) – rendező: Lodge Kerrigan
- Corazón iluminado (Őrült szív) – rendező: Hector Babenco
- Dance Me to My Song (Táncoltass a dalomra) – rendező: Rolf de Heer
- Dong (A gödör) – rendező: Caj Ming-liang (蔡明亮, Tsai Ming-liang)
- Fear and Loathing in Las Vegas (Félelem és reszketés Las Vegasban) – rendező: Terry Gilliam
- Festen (Születésnap) – rendező: Thomas Vinterberg
- Haj sang hua (Hai shang hua) (Shanghaj virágai) – rendező: Hou Hsziao-hszien (侯孝賢, Hou Hsiao-hsien)
- Henry Fool (Henry Fool) – rendező: Hal Hartley
- Idioterne (Idióták) – rendező: Lars von Trier
- Illuminata – rendező: John Turturro
- Krusztaljov, masinu! (Hrusztaljov, a kocsimat!) – rendező: Alekszej German
- L’école de la chair (A szenvedély iskolája) – rendező: Benoît Jacquot
- La classe de neige (Téli iskolakirándulás) – rendező: Claude Miller
- La vendedora de rosas (A rózsaárus lány) – rendező: Víctor Gaviria
- La vie rêvée des anges (Az élet, amiről az angyalok álmodnak) – rendező: Erick Zonca
- La vita è bella (Az élet szép) – rendező: Roberto Benigni
- Mia aioniotita kai mia mera (Az örökkévalóság meg egy nap) – rendező: Theo Angelopoulos
- My Name Is Joe (Nevem, Joe) – rendező: Ken Loach
- The General (A bűncézár) – rendező: John Boorman
- Velvet Goldmine (Bálványrock – Velvet Goldmine) – rendező: Todd Haynes

### Nagyjátékfilmek versenyen kívül
- Blues Brothers 2000 (Blues Brothers 2000) – rendező: John Landis
- Dark City (Sötét város) – rendező: Alex Proyas
- Godzilla – rendező: Roland Emmerich
- Goodbye Lover (Hazugságok labirintusa) – rendező: Roland Joffé
- Inquietude (Nyugtalanság) – rendező: Manoel de Oliveira
- Kanzo sensei (Akagi doktor) – rendező: Imamura Sóhei
- Primary colors (A nemzet színe-java) – rendező: Mike Nichols
- Tango (Tangó) – rendező: Carlos Saura

### Un Certain Regard
- À vendre (Eladó)[6] – rendező: Laetitia Masson
- All the little animals (Én kis állataim) – rendező: Jeremy Thomas
- Daun di atas bantal – rendező: Garin Nugroho
- Dis-moi que je rêve – rendező: Claude Mouriéras
- El evangelio de las maravillas (A csodák evangéliuma) – rendező: Arturo Ripstein
- Island, Alicia – rendező: Ken Yunome

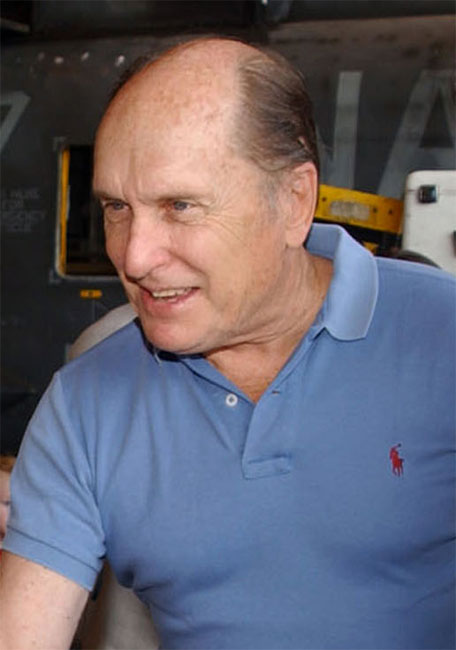
Robert Duvall (2003)

- Kangwon-do ui him[7] – rendező: Hong Szangszu (홍상수, Hong Sang-soo)
- Tueur à gage (Killer) – rendező: Darezsan Omirbajev
- Kleine Teun (Kis Toni) – rendező: Alex van Warmerdam
- Kurpe (A cipő) – rendező: Laila Pakalnina
- Larmar och gör sig till (Dúl-fúl és elnémul) – rendező: Ingmar Bergman
- Louise (Take 2) – rendező: Siegfried Schürenberg
- Love Is The Devil (Ördögi szerelem) – rendező: John Maybury
- Lulu On The Bridge (Lulu a hídon) – rendező: Paul Auster
- O rio do ouro – rendező: Paulo Rocha
- Os mutantes (Mutánsok) – rendező: Teresa Villaverde
- Plätze in städten – rendező: Angela Schanelec
- Sib (Az alma) – rendező: Samira Makhmalbaf
- Szenvedély – rendező: Fehér György
- Teatro di guerra – rendező: Mario Martone
- The Apostle (Az apostol) – rendező: Robert Duvall
- The Impostors (Hajó, ha nem jó) – rendező: Stanley Tucci
- The Man Who Couldn’t Open Doors – rendező: Paul Arden
- Tokyo eyes (Tokiói szemek) – rendező: Jean-Pierre Limosin
- Un 32 août sur terre (A sivatag románca) – rendező: Denis Villeneuve
- Un soir après la guerre – rendező: Rithy Panh
- Zero effect (A magánnyomozó) – rendező: Jake Kasdan

### Rövidfilmek versenye

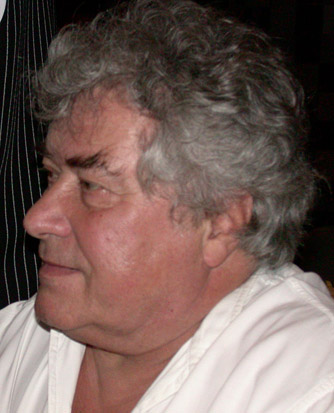
Gyulai Líviusz (2006)

- 9'8m/s² – rendező: Alfonso Amador és Nicolás Méndez
- Balkanska ruleta – rendező: Zdravko Barisic
- El vento (El Vento) – rendező: Vincent Bierrewaerts
- Fetch – rendező: Lynn-Maree Danzey
- Gasman (Gázos) – rendező: Lynne Ramsay
- Haj ce wang (Hai zi wang)
- Happy Birthday to Me – rendező: Martin Mahon
- Horseshoe – rendező: David Lodge
- Hsziao haj, tu ja, csia ting seng huo csao (Hsiao hai, tu ya, jia ting sheng huo chao) – rendező: Lin Csün-hung (Lin Jun-hong)
- I Want You – rendező: Gregory Quail
- Jónás – rendező: Gyulai Líviusz
- Kiyida – rendező: Ebru Ceylan
- L’interview – rendező: Xavier Giannoli
- Sin sostén (Támasz nélkül) – rendező: Antonio Urrutia
- Skate – rendező: Cshö Unjung (Choi Eun-Ryung)

### Cinéfondation
- Blue City – rendező: David Birdsell
- Deer men – rendező: Saara Saarela
- Die weiche – rendező: Chrys Krikellis
- Doom and Gloom – rendező: John McKay
- Fotograf – rendező: Alekszander Kott
- Inside The Boxes – rendező: Mirjam Kubescha
- Jakub – rendező: Adam Guziński
- Kal – rendező: Ivajlo Szimidcsjev
- Mangwana – rendező: Manu Kurewa
- One eye – rendező: Liana Dognini
- Ratapenkan ruusu – rendező: Hanna Maylett
- Sentieri selvaggi – rendező: Susanna Grigoletto
- Summer-time – rendező: Ramunas Greicius
- The first sin – rendező: Fahimeh Sorkhabi
- The sheep thief – rendező: Asif Kapadia

## Párhuzamos rendezvények

### Kritikusok Hete

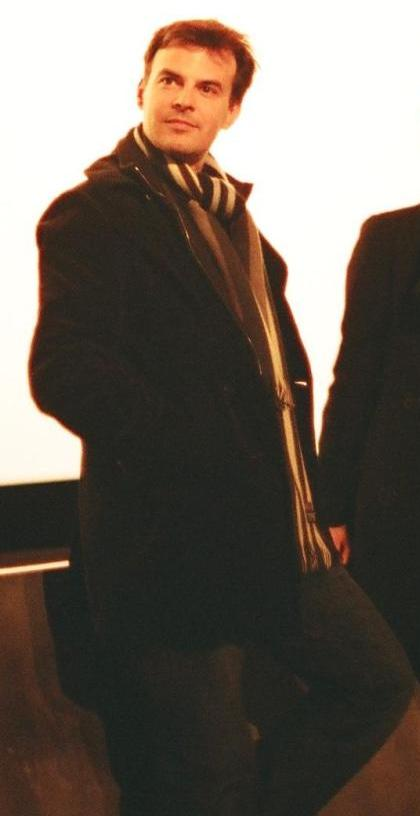
François Ozon (2005)

#### Nagyjátékfilmek
- De poolse bruid (A lengyel menyasszony)[6] – rendező: Karim Traïdia
- Memory and Desire (Emlék és vágy) – rendező: Niki Caro
- Palwolui Keuriseumaseu (Karácsony augusztusban) – rendező: Hur Dzsinho (Hur Jin-ho)
- Postel (Az ágy) – rendező: Oskar Reif
- Seul contre tous (Egy mindenki ellen) – rendező: Gaspar Noé
- Sitcom (Szappanoperett) – rendező: François Ozon
- Torrente, el brazo tonto de la ley (Torrente, a törvény két balkeze) – rendező: Santiago Segura

#### Rövidfilmek
- Brutalos – rendező: Christophe Billeter és David Leroy
- Der Hausbesorger oder Ein kurzer Film über die Ordnung – rendező: Stephan Wagner
- Flight – rendező: Sim Sadler
- Loddrett, vannrett – rendező: Erland Øverby
- Milk – rendező: Andrea Arnold
- Por un infante difunto – rendező: Tinieblas González
- The Rogers’ Cable – rendező: Jennifer Kierans

### Rendezők Kéthete

#### Nagyjátékfilmek
- Areumdawoon sheejul[8] – rendező: I Kvangmo (Lee Kwangmo)
- Babyface – rendező: Jack Blum
- Cantique de la racaille – rendező: Vincent Ravalec
- Chacun pour soi – rendező: Bruno Bontzolakis
- Disparus – rendező: Gilles Bourdos
- Happiness (A boldogságtól ordítani) – rendező: Todd Solondz
- Head On (Fejest ugorva) – rendező: Ana Kokkinos
- High Art – rendező: Lisa Cholodenko
- L’arrière pays – rendező: Jacques Nolot
- La parola amore esiste (A szerelem szó létezik) – rendező: Mimmo Calopresti
- La vie sur terre (Élet a földön) – rendező: Abderrahmane Sissako
- Laisse un peu d’amour – rendező: Zaïda Ghorab-Volta
- Last Night (Utolsó éjszaka) – rendező: Don McKellar
- Le nain rouge (A vörös törpe) – rendező: Yvan Le Moine
- L'homme qui rit – rendező: Paul Leni
- Pro urodov i ljudej (Szörnyekről és emberekről) – rendező: Alekszej Balabanov
- Requiem – rendező: Alain Tanner
- Slam (Slam – A szó fegyver) – rendező: Marc Levin
- Slums Of Beverly Hills (Beverly Hills csórói) – rendező: Tamara Jenkins
- The Stringer – rendező: Paweł Pawlikowski
- West Beyrouth (West Beyrouth) – rendező: Ziad Doueiri

#### Rövidfilmek
- A table – rendező: Idit Cebula
- Électrons libres[9] – rendező: Jean-Marc Moutout
- Le bleu du ciel – rendező: Christian Dor
- Les corps ouverts – rendező: Sébastien Lifshitz
- Les pinces à linge – rendező: Joël Brisse
- Rue Bleue – rendező: Chad Chenouga

## Díjak

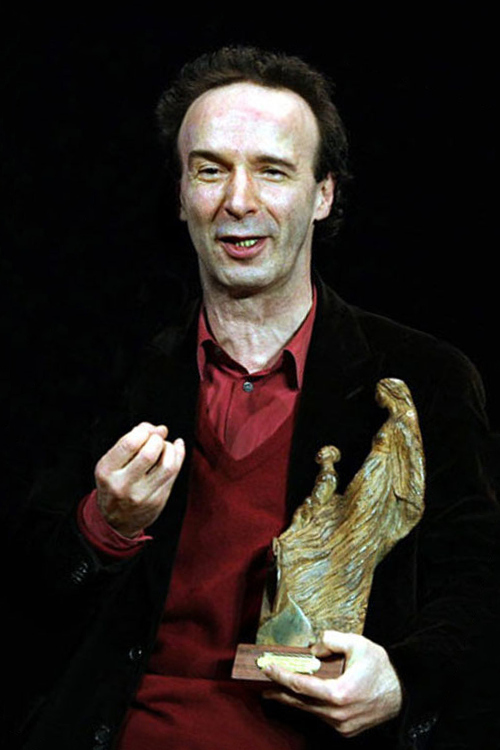
Roberto Benigni (2006)

### Nagyjátékfilmek
- Arany Pálma: Mia aioniotita kai mia mera (Az örökkévalóság meg egy nap)[6] – rendező: Theo Angelopoulos
- Nagydíj: La vita è bella (Az élet szép) – rendező: Roberto Benigni
- A zsűri díja:
  - Festen (Születésnap) – rendező: Thomas Vinterberg
  - La classe de neige (Téli iskolakirándulás) – rendező: Claude Miller
- Legjobb rendezés díja: The General (A bűncézár) – rendező: John Boorman
- Legjobb női alakítás díja: Elodie Bouchez és Natacha Regnier – La vie rêvée des anges (Az élet, amiről az angyalok álmodnak)
- Legjobb férfi alakítás díja: Peter Mullan – My Name Is Joe (Nevem, Joe)
- Legjobb forgatókönyv díja: Henry Fool (Henry Fool) – forgatókönyvíró: Hal Hartley
- Legjobb művészi hozzájárulás díja: Velvet Goldmine (Bálványrock – Velvet Goldmine) – rendező: Todd Haynes

### Un Certain Regard
- Un Certain Regard díj: Tueur à gage (Killer) – rendező: Darezsan Omirbajev

### Rövidfilmek
- Arany Pálma (rövidfilm): L’interview – rendező: Xavier Giannoli
- A zsűri különdíja (rövidfilm):
  - Horseshoe – rendező: David Lodge
  - Gasman (Gázos) – rendező: Lynne Ramsay

### Cinéfondation
- A Cinéfondation első díja: Jakub – rendező: Adam Guziński
- A Cinéfondation második díja: The sheep thief – rendező: Asif Kapadia
- A Cinéfondation harmadik díja: Mangwana – rendező: Manu Kurewa

### Arany Kamera
- Arany Kamera: Slam[10] (Slam – A szó fegyver) – rendező: Marc Levin

### Egyéb díjak
- FIPRESCI-díj:
  - Dong (A gödör) – rendező: Paweł Pawlikowski
  - Happiness[10] (A boldogságtól ordítani) – rendező: Todd Solondz
- Technikai nagydíj: Tango (Tangó) – operatőr: Vittorio Storaro
- Ökumenikus zsűri díja:
  - Mia aioniotita kai mia mera (Az örökkévalóság meg egy nap) – rendező: Theo Angelopoulos
  - Ingmar Bergman – egész életműve külön elismeréseként
- Ifjúság díja külföldi filmnek: Last Night[10] (Utolsó éjszaka) – rendező: Don McKellar
- Ifjúság díja francia filmnek: L’arrière pays[10] – rendező: Jacques Nolot
- François Chalais-díj: West Beyrouth[10] (West Beyrouth) – rendező: Ziad Doueiri